# Александер, Грэм
Грэм Алекса́ндер (англ. Graham Alexander; род. 10 октября 1971, Ковентри, Уэст-Мидлендс) — шотландский футболист и футбольный тренер. В прошлом играл на позиции правого защитника. В настоящее время главный тренер клуба «Милтон-Кинс Донс».

## Биография
Воспитанник клуба «Сканторп Юнайтед». Выступал также за «Лутон Таун», «Престон Норт Энд» и «Бернли».
Выступал за сборную Шотландии, несмотря на то, что родился в Англии. Всего за сборную провёл 40 матчей.
В декабре 2012 назначен главным тренером «Флитвуд Таун». Под руководством Александера команда в сезоне 2013/14 сумела пробиться из Второй Футбольной лиги Англии в Первую лигу.